# ألبراس
ألبراس Albras هي ثاني أكبر شركة إنتاج ألومنيوم في البرازيل، تنتج سنويا حوالي 460.000 طن من الألومنيوم. تأسست عام 1978 وتقع في باركارينا. بلغت عائداتها عام 2006 حوالي 1.3 مليار دولار.